# 652 Jubilatrix
652 Jubilatrix este un asteroid din centura principală, descoperit pe 4 noiembrie 1907, de Johann Palisa.